# Mexikói rózsaszín madárpók
A mexikói rózsaszín madárpók (Brachypelma klaasi) a pókszabásúak (Arachnida) osztályának pókok (Araneae) rendjébe, ezen belül a madárpókfélék (Theraphosidae) családjába tartozó faj.

## Neve
A faj tudományos nevét Peter Klaasról, a pókok egy híres gyűjtőjéről kapta.

## Előfordulása
A mexikói rózsaszín madárpók Mexikó egyik endemikus pókfaja; továbbá az egyik legritkább Brachypelma-faj is. Ez a pók 300-1400 méteres tengerszint feletti magasságok között él, a Nyugati-Sierra Madre és a Vulkáni-kereszthegységek nyugati oldalain; mindkét hegység részben a Jalisco és Nayarit államokban fekszik. E pókfaj legnagyobb állománya, elterjedésének déli részén van a jaliscói Chamela település környékén, továbbá az ottani védett területen.
Becslések szerint a vadonban kevesebb mint 0,1%-a maradt életben felnőtt koráig. Élőhelyének elvesztése, az illegális begyűjtése, valamint a lassú fejlődése veszélyeztetik eme madárpók létezését.

## Képek

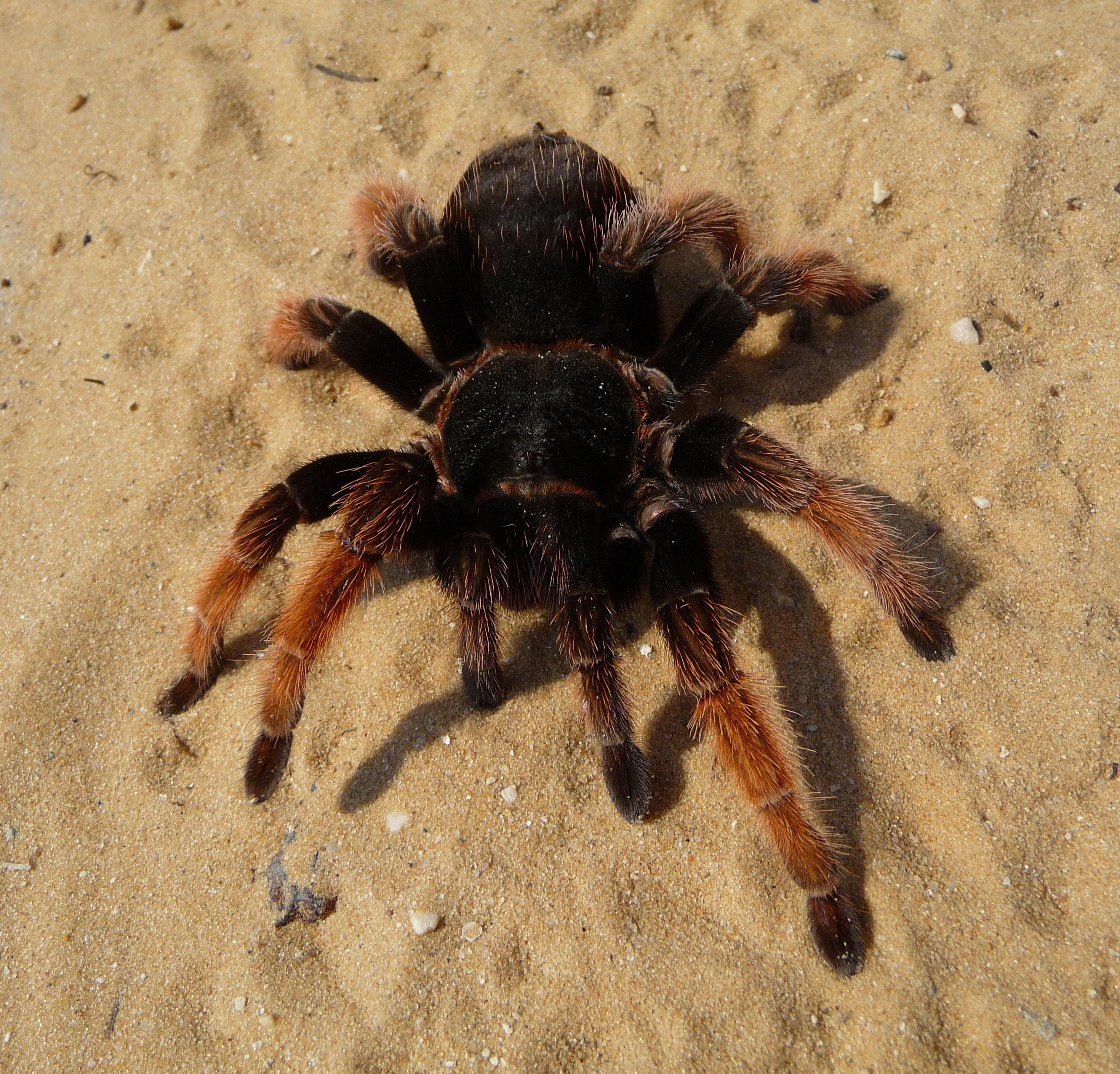
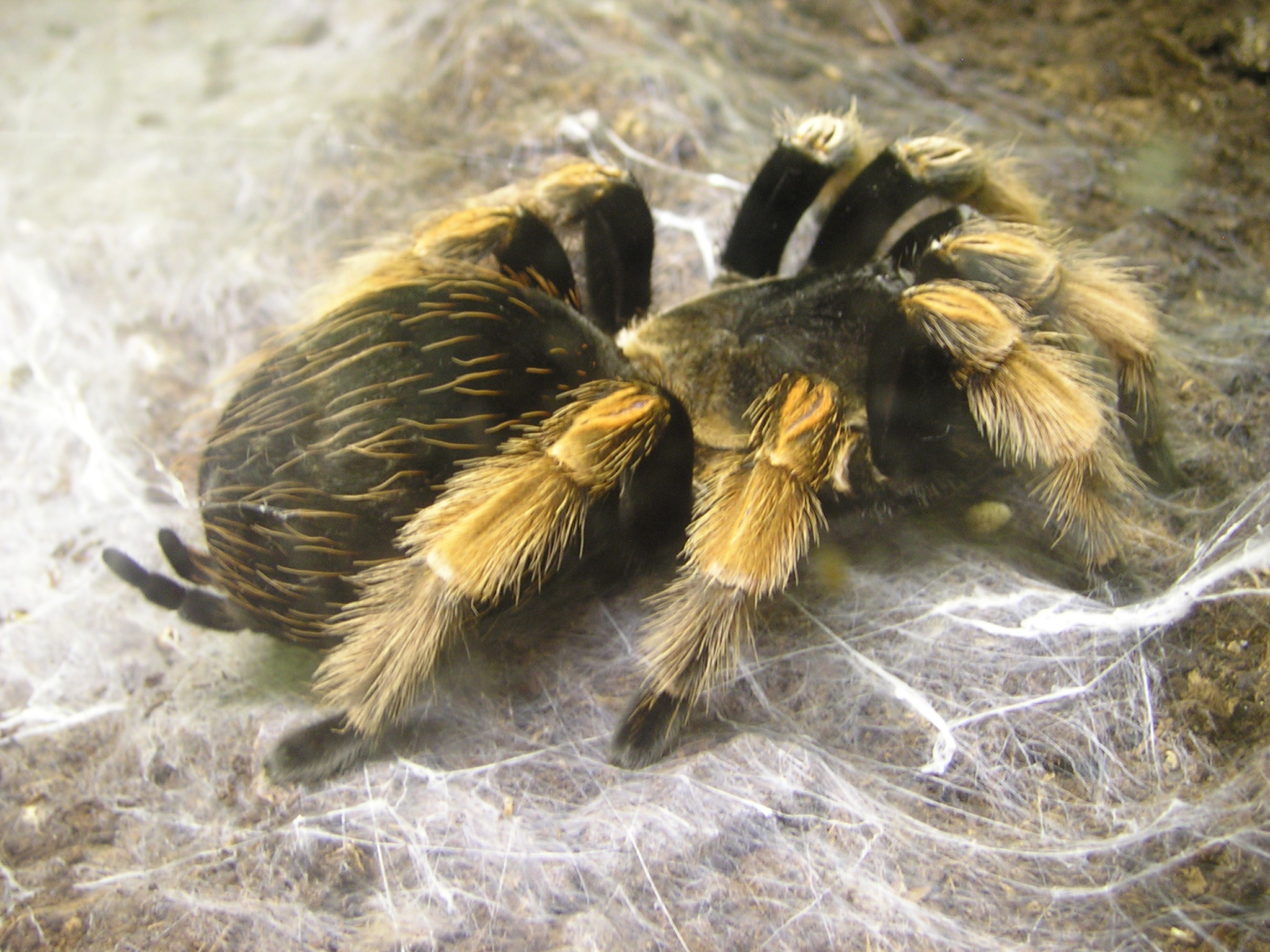
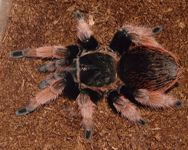
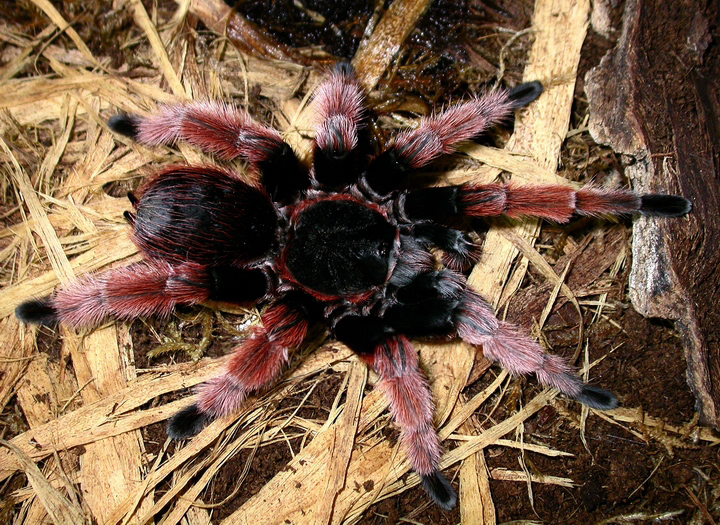

## Megjelenése
Ennek a fajnak a szetái a lábakon, egyformán rozsdás megjelenésűek. A fejtorja és potroha fekete színű. A felnőtt példányok testhossza általában 6-7,5 centiméter, míg lábainak fesztávolsága 16 centiméter.

### Fordítás
- Ez a szócikk részben vagy egészben  a   Brachypelma klaasi című angol Wikipédia-szócikk ezen változatának fordításán alapul.  Az eredeti cikk szerkesztőit annak laptörténete sorolja fel. Ez a jelzés csupán a megfogalmazás eredetét és a szerzői jogokat jelzi, nem szolgál a cikkben szereplő információk forrásmegjelöléseként.

## További olvasmányok
- Locht, A., M. Yáñez & I. Vãzquez (1999): Distribution and natural history of Mexican species of Brachypelma and Brachypelmides (Theraphosidae, Theraphosinae) with morphological evidence for their synonymy. The Journal of Arachnology 27: 196-200.
- Yáñez, M., et al. (1999): Courtship and Mating Behavior of Brachypelma klaasi (Aranea: Theraphosidae). The Journal of Arachnology 27: 165-170.
- Yáñez, M. & G. Floater (2000): Spatial distribution and habitat preferences of the endangered tarantula, Brachypelma klaasi (Aranea: Theraphosidae) in Mexico. Biodiversitiy and Conservation 9: 795-810.
- Striffler, B. & A. Graminske (2003): Brachypelma – die bunten Vogelspinnen Mexikos. DRACO 4(16): 52-61.
- West, R. C. (2005): The Brachypelma of Mexico. British Tarantula Society Journal 20(4): 108-119.
- West, R. C. (2006): Die Brachypelma-Arten aus Mexiko. ARACHNE 11(1): 4-17.
- Pictures of female and male